# Castelnau-le-Lez
Castelnau-le-Lez (okcitansko Castèlnòu de Les) je severovzhodno predmestje Montpelliera in občina v južnem francoskem departmaju Hérault regije Languedoc-Roussillon. Leta 2008 je naselje imelo 14.925 prebivalcev.

## Geografija
Naselje leži v pokrajini Languedoc ob reki Lez, 5.5 km severovzhodno od središča Montpelliera.

## Uprava
Castelnau-le-Lez je sedež istoimenskega kantona, v katerega je poleg njegove vključena še občina Le Crès z 22.258 prebivalci.
Kanton Castelnau-le-Lez je sestavni del okrožja Montpellier.

## Zanimivosti
- ostanki rimske ceste Via Domitia,
- romanska cerkev sv. Janeza Krstnika iz konca 12. stoletja

## Pobratena mesta
- Argenta (Emilija-Romanja, Italija),
- Plankstadt (Baden-Württemberg, Nemčija),
- San Fernando de Henares (Madrid, Španija).